# Carly’s Song
Carly’s Song – utwór zespołu Enigma, który pojawił się na ścieżce dźwiękowej do filmu "Sliver" w reżyserii Phillipa Noyce’a z 1993 roku.
Utwór ten używa próbek mongolskiej wokalistki muzyki ludowej Namjilyn Norovbanzad.
Piosenka ta została później zremiksowana i ponownie wydana jako "Age of Loneliness", która znalazła się na drugim albumie zespołu Enigma zatytułowanym "The Cross of Changes" ukazującym się w tym samym roku (później w 1994 roku wydano ją na singlu).
W teledysku do tego utworu pojawiła się grająca główną rolę w filmie "Sliver" Sharon Stone.

## Lista ścieżek
1. "Carly’s Song" – 3:47
2. "Carly’s Song" (Jam & Spoon Remix) – 6:31
3. "Carly’s Loneliness" – 3:11
4. "Carly’s Song" (Instrumental) – 4:00

## Notowania
| Lista            | Pozycja |
| ---------------- | ------- |
| Australia (ARIA) | 91      |